# Gheorghe Hagi Labdarúgó Akadémia
A Gheorghe Hagi Labdarúgó Akadémia (románul: Academia de fotbal Gheorghe Hagi) egy labdarúgó akadémia, amely a román Farul Constanța klub akadémiájaként működik. 2021-ig a Viitorul Constanța akadémiájaként működött. Székhelye a Constanța megyében található Ovidiuban van.
2009-ben, a korábbi román válogatott Gheorghe Hagi által alapított akadémia 11 millió euróba került. Délkelet-Európa egyik legnagyobb és legmodernebb akadémiája, amely több mint 300 játékost foglalkoztat, 9 edzőpályája van és egyéb létesítmények is megtalálhatóak az akadémián.
Az Akadémia elnöke Pavel Peniu, az alelnöke pedig Neculai Tănasă.

## Nevesebb játékosok
| 1990–1995 - Romario Benzar - Gabriel Iancu - Bogdan Țîru - Boban Nikolov - Florin Tănase - Mihai Bălașa - Ionut Vînă - Alexandru Mitriță | 1996–1998 - Răzvan Marin - Cristian Manea - Dragoș Nedelcu - Alexandru Cicâldău - Tordai Árpád - Ianis Hagi - Florinel Coman - Andrei Ciobanu - Virgil Ghiță - Tiberiu Căpușă | 1999–2001 - Tudor Băluță - Alexandru Mățan - Denis Drăguș - Radu Boboc | 2002–2007 - Louis Munteanu - Adrian Mazilu - Enes Sali - Alexandru Stoian |

## Csapatok

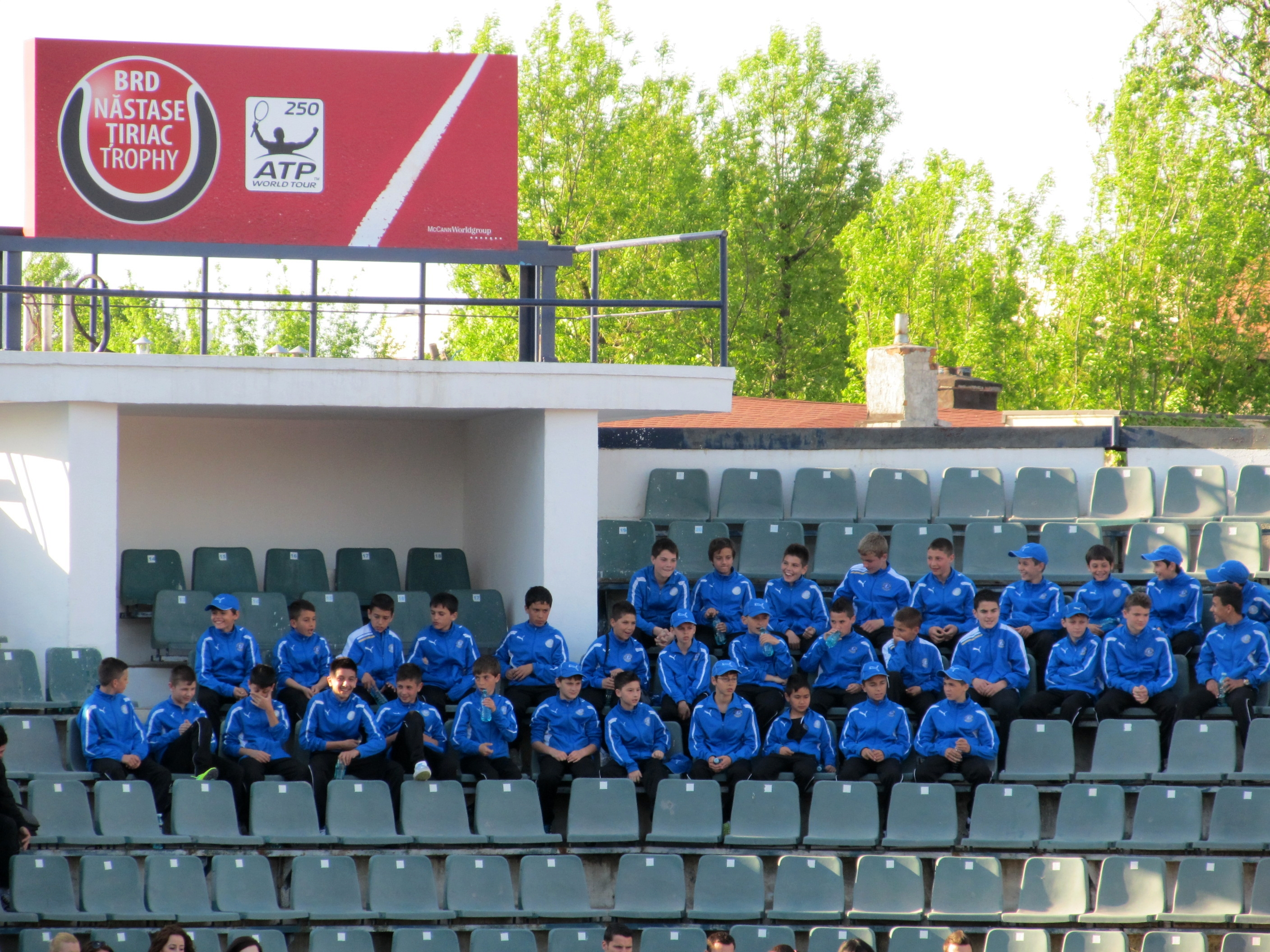
A Gheorghe Hagi Labdarúgó Akadémia játékosai a 2012-es BRD Năstase Țiriac Trophy tornán

Az Akadémiának 12 csapata van:
- Farul U18
- Farul U17
- Farul U16
- Farul U15
- Farul U14
- Farul U13
- Academia Hagi U12
- Academia Hagi U11
- Academia Hagi U10
- Academia Hagi U9
- Academia Hagi U8
- Academia Hagi U7

## Sikerlista

### Bajnokság
- Liga Elitelor U19
  - Győztes (4): 2015–16, 2017–18, 2018–19, 2019–20
- Liga Elitelor U17
  - Győztes (4): 2015–16, 2017–18, 2018–19, 2020–21

### Kupa
- Román Kupa U19
  - Győztes (1): 2016–17
  - Ezüstérmes (1): 2018–19
- Román Kupa U17
  - Győztes (1): 2017–18
  - Ezüstérmes (2): 2015–16, 2018–19
- Román Szuperkupa U19
  - Győztes (2): 2018, 2019
  - Ezüstérmes (2): 2016, 2017
- Román Szuperkupa U17
  - Győztes (2): 2016, 2019
  - Ezüstérmes (1): 2018
- Puskás–Suzuki-kupa:
  - Harmadik hely (1): 2015

## Fordítás
- Ez a szócikk részben vagy egészben  a   Gheorghe Hagi Football Academy című angol Wikipédia-szócikk fordításán alapul.  Az eredeti cikk szerkesztőit annak laptörténete sorolja fel. Ez a jelzés csupán a megfogalmazás eredetét és a szerzői jogokat jelzi, nem szolgál a cikkben szereplő információk forrásmegjelöléseként.